# SN 2006aq
SN 2006aq – supernowa typu II odkryta 5 marca 2006 roku w galaktyce M+07-24-32. W momencie odkrycia miała maksymalną jasność 18,60m.